# 芹ゆう子 お気づきかしら(仮)
『芹ゆう子 お気づきかしら（仮）』（せりゆうこ おきづきかしら）は、2025年4月6日からTBSラジオで毎週日曜日5:05 - 5:15（日本標準時）に放送されているラジオ番組である。TBSテレビアナウンサーの安住紳一郎が「芹ゆう子」名義でパーソナリティを務める。番組表記には“（仮）”と記載されるが、口頭では省略される。

## 概要
芹ゆう子とは、安住紳一郎が司会を務める朝の情報番組『THE TIME,』第4木曜日のコーナー「出張！安住が行く」から誕生した架空の人物・キャラクター。名前は“セリ”繋がりで歌手の芹洋子の名をオマージュしたものである。
宮城県の特産品であるセリのPRに情熱を注ぎ、専門レポーターとして活動している大正12年生まれのフリーアナウンサーという設定である。安住曰く「芹ゆう子は私の別業態」。誕生の経緯は下記「芹ゆう子プロフィール」参照。
2025年3月21日にTBSラジオは4月からのタイムテーブルを発表。3月23日、安住がパーソナリティを務めるラジオ番組『安住紳一郎の日曜天国』にて、安住本人の口から本番組開始決定を発表した。

## 放送内容
毎週テーマを取り上げ、芹が自由にトークを繰り広げる。

## 出演者
パーソナリティ
- 芹ゆう子

聞き手
- 安住紳一郎

## スタッフ
- プロデューサー：慎 明男

## 芹ゆう子プロフィール

### 人物
- 1923年（大正12年）、満州生まれ（2025年4月現在102歳）
- ラジオ放送草創期からアナウンサーとして活動。満州で元NHKアナウンサーの森繁久彌と共演経験がある。2025年現在、宮城県にて特産品のセリ専門のリポーターとして活躍中[3][5] [注釈 1]
- 歯に衣着せぬエスプリの効いたトークが持ち味。博識であり、その知識量は聞き手を務める安住紳一郎を凌駕する。時にオヤジギャグ、時に毒舌を交えて時事問題から芸能ネタまで独自の視点で見解を述べる
- セリのような瑞々しい緑色の髪が特徴的

### 誕生の経緯
2023年1月26日に『THE TIME,』「出張!安住が行く」コーナーで宮城県からの生中継が予定されていた。仙台市から移動し、名取市下余田のセリ農園と上余田の飲食店からレポートをするスケジュールを組んだが移動経路や時間を確認したところ、前日からの積雪と圧雪アイスバーン、それに伴う交通渋滞が懸念された。生放送番組のタイトな進行スケジュールであるため、コーナー開始時間に到着出来ない場合を想定した対策を講じることにした。中継先には東北放送アナウンサーの後藤舜が待機、安住は移動の車中から映像を確認しつつ後藤と会話が出来るよう準備を整えた。
打ち合わせの際、（安住が間に合わなかった場合）音声だけのやり取りになるのであれば、いっそ安住とは違うキャラの“架空のレポーター”を登場させてみてはどうかと発案。キャラクターの人物像と容姿を考え、安住が描いたデッサンを基にペープサート（紙人形）を作り、紙人形劇のように動かす仕様にした。声はボイスチェンジャーを用いて女性のような声に加工して充てることにした。
1月26日当日、セリ農園からの中継に安住は登場したものの、次の中継先である飲食店に到着することが難しくなり、“芹ゆう子”の出番となった。セリ料理を食す後藤アナとレポートを遣り遂げ、テレビデビューを果たした。
歯に衣着せぬ小気味よいトークと清々しいほどアクの強いキャラクターは好評を博し、その後も同番組「THE TIME, インスタライブ」に幾度も登場している。また『安住紳一郎の日曜天国』でも度々話題に取り上げている。2025年4月、芹の活躍の場が広がったことに伴い、2次元のペープサートから3次元のロッドパペット（棒遣い人形）に進化すべく制作を開始、5月3日にお披露目をした。

## 関連番組
- THE TIME,
- 安住紳一郎の日曜天国